# Thuyết vật linh
Thuyết vật linh hay thuyết sinh khí là một quan niệm triết học, tôn giáo hay tinh thần cho rằng linh hồn hay sự linh thiêng có trong mọi vật (người, động vật, thực vật, đá, sông, núi v.v), trong mọi hiện tượng tự nhiên (sấm, chớp, mây, mưa) hay các thực thể khác trong môi trường tự nhiên. Nó là một phần của thuyết vật hoạt trong triết học. Thuyết vật linh cũng gán linh hồn cho các khái niệm trừu tượng như lời nói, các ẩn dụ trong thần thoại. Các tôn giáo nhấn mạnh thuyết vật linh là các tín ngưỡng dân gian, chẳng hạn như Shaman giáo, Shintō (thần đạo Nhật Bản) hay một số giáo phái của Hindu giáo. Các tộc người đều tìm một biểu tượng linh thiêng, là vật thiêng niềm tin trừ diệt ma quỷ.

## Người Việt quan niệm
Cơ thể con người gồm 3 thể thống nhất:
1. Thể xác: Là phần cơ thể hữu hình, bao gồm lục phủ, ngũ tạng, hệ kinh lạc và các giác quan.
2. Thể Vía: Là phần cơ thể 1/2 hữu hình, 1/2 vô hình. Mắt thường không thể nhìn thấy được nhưng có thể cảm nhận được bằng hồng ngoại vì thể vía chính là phần sinh nhiệt của cơ thể sống. Trong quá trình sống, các tế bào không ngừng trao đổi chất, tạo các phản ứng hóa học trong quá trình trao đổi chất đều sinh nhiệt.
3. Thể hồn (Hay còn gọi là Linh hồn): Đây là phần thâm sâu nhất, vi diệu nhất của cơ thể con người. Chính nhờ phần hồn này mà sự luân hồi, đầu thai, chuyển sinh được thực hiện thuận lợi.

## Vật linh của người Trung Hoa

#### Trong phong thủy
- Kỳ lân là con vật thần thoại này được cho rằng mang lại điềm tốt, sự thành công, sống thọ và sự nổi tiếng. Trứng hình kỳ lân sẽ thu hút hơi thở đầy quyền năng và vì thế sẽ mang lại may mắn cho chủ nhà, nơi kỳ lân đang cư trú. Kỳ lân cũng sẽ đem lại sự thăng quan tiến chức trong sự nghiệp, và đặc biệt may mắn đối với người đang làm việc trong quân đội. Kỳ lân thường được vẽ trên áo choàng của các vị tướng tài ba và nó cũng là biểu tượng cho phẩm hàm cao nhất trong quân đội của các hoàng đế Trung Hoa thời xưa.
- Ngựa là một trong những con vật được coi như một mô hình về vũ trụ hoàn hảo, trong đó có một hay nhiều vị thần ngự trị. Nó biểu tượng cho sự thanh cao, đẳng cấp xã hội và một cuộc sống thoải mái, nhàn hạ. Biểu tượng này luôn luôn nên đặt ở hướng Nam căn nhà. Cũng có thể treo tranh có vẽ hình ngựa ở bức tường phía Nam hoặc đặt tượng ngựa bất cứ góc phòng và ở bất cứ phòng nào trong nhà (tốt nhất là phòng sinh hoạt gia đình) nhưng đừng bao giờ để trong phòng ngủ.